# Деалу Маре (Јонешти)
Деалу Маре (рум. Dealu Mare) насеље је у Румунији у округу Валча у општини Јонешти. Oпштина се налази на надморској висини од 184 m.

## Становништво
Према подацима из 2002. године у насељу је живело 367 становника, од којих су сви румунске националности.